# Studence, Hrastnik
Studence este o localitate din comuna Hrastnik, Slovenia, cu o populație de 88 de locuitori.